# 胡安·卡洛斯·桑切斯·馬丁內斯
胡安·卡洛斯·桑切斯·馬丁內斯（西班牙語：Juan Carlos Sánchez Martínez；1987年7月27日—）是一位西班牙足球運動員。在場上的位置是守門員。他現在效力於西乙球隊努曼西亚。他出生在巴利阿里群岛的卡爾維亞。